# 綠地公園站
綠地公園站（日语：／ Ryokuchi-kōen eki */?）是位於日本大阪府豐中市東寺內町，屬於北大阪急行電鐵南北線的地上車站。車站編號為M10。北大阪急行電鐵成立時期車站結構就已經完工，而實際開始營業的時間是在1975年。

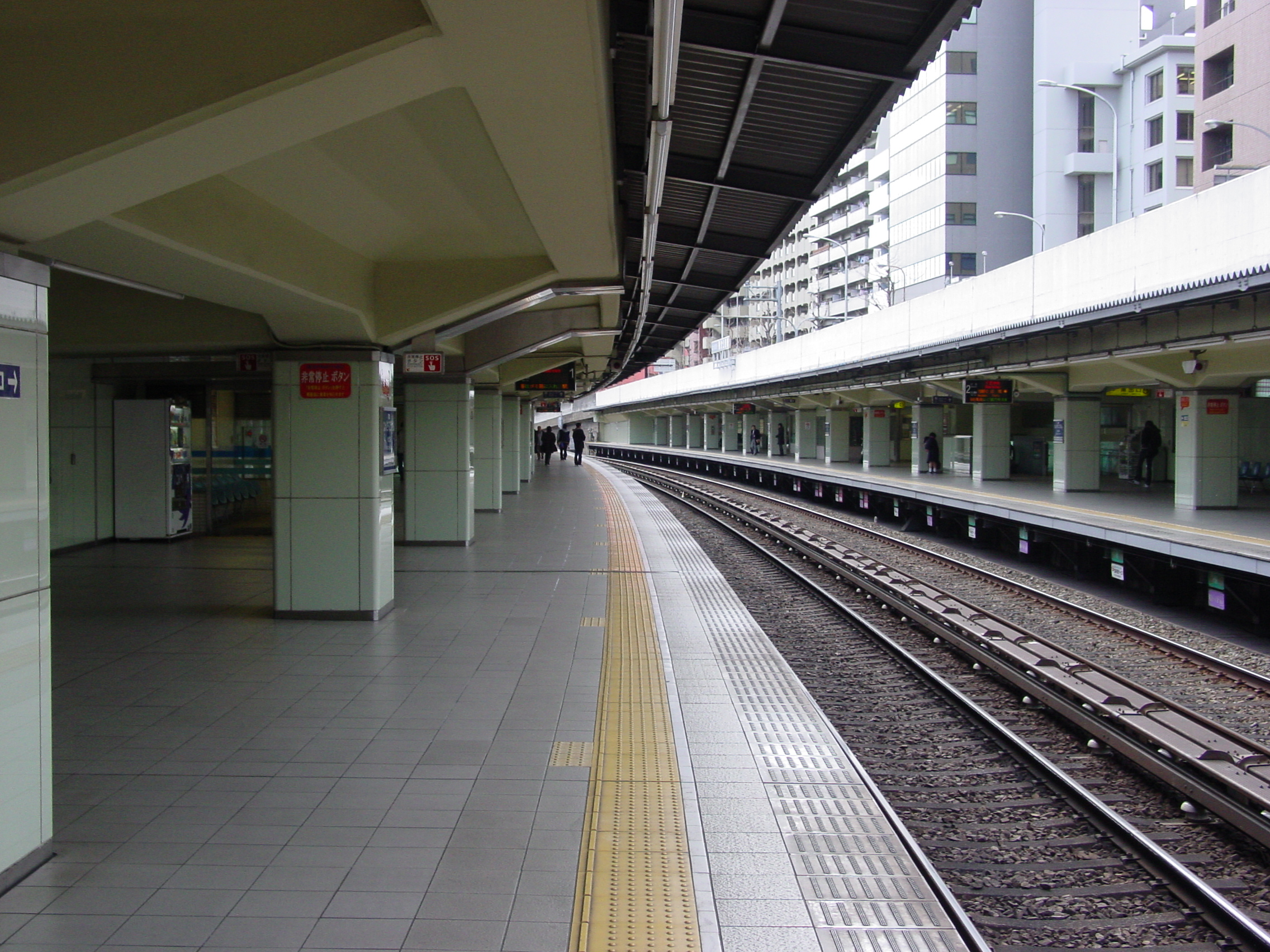
車站月台

## 車站結構
月台為地面上的二面二線側式月台，位於新御堂筋道路的中間，而列車行駛於新御堂筋道路南北車道的中間，剪票口在南出口和西出口。南入口可以利用地下連通道通行，新御堂筋的道路面為兩層樓高，可以透過電梯進入地下道，也有專用手扶梯進入。西入口與車站西側大樓連通，有通行開放的時間。

### 月台配置
| 月台 | 路線    | 目的地                       |
| ---- | ------- | ---------------------------- |
| 1    | □南北線 | 江坂、御堂筋線、中百舌鳥方向 |
| 2    | □南北線 | 桃山台、箕面萱野方向         |

## 使用情況
2018年（平成30年）度特定日的1日上下車人次為34,739人（上車人次：17,572人，下車人次：17,167人）。
近年特定日1日上下、上車人次如下表。
| 年度               | 特定日   | 特定日     | 特定日   | 來源     |
| 年度               | 調查日   | 上下車人次 | 上車人次 | 來源     |
| ------------------ | -------- | ---------- | -------- | -------- |
| 1990年（平成02年） |          | 34,688     | 18,053   | [ * 1 ]  |
| 1991年（平成03年） | -        | -          | -        | [ * 2 ]  |
| 1992年（平成04年） |          | 38,188     | 19,622   | [ * 3 ]  |
| 1993年（平成05年） |          | 37,623     | 19,184   | [ * 4 ]  |
| 1994年（平成06年） |          | 35,178     | 18,073   | [ * 5 ]  |
| 1995年（平成07年） |          | 32,804     | 16,887   | [ * 6 ]  |
| 1996年（平成08年） |          | 37,080     | 19,144   | [ * 7 ]  |
| 1997年（平成09年） | 11月11日 | 37,080     | 19,144   | [ * 8 ]  |
| 1998年（平成10年） | 11月10日 | 28,981     | 14,156   | [ * 9 ]  |
| 1999年（平成11年） | 11月09日 | 33,943     | 17,364   | [ * 10 ] |
| 2000年（平成12年） | 11月07日 | 34,543     | 17,731   | [ * 11 ] |
| 2001年（平成13年） | 11月13日 | 33,171     | 17,024   | [ * 12 ] |
| 2002年（平成14年） | 11月12日 | 33,340     | 17,056   | [ * 13 ] |
| 2003年（平成15年） | 11月11日 | 33,224     | 17,197   | [ * 14 ] |
| 2004年（平成16年） | 11月09日 | 34,166     | 17,451   | [ * 15 ] |
| 2005年（平成17年） | 11月08日 | 33,337     | 17,229   | [ * 16 ] |
| 2006年（平成18年） | 11月07日 | 34,003     | 17,470   | [ * 17 ] |
| 2007年（平成19年） | 11月13日 | 33,436     | 17,146   | [ * 18 ] |
| 2008年（平成20年） | 11月11日 | 34,150     | 17,516   | [ * 19 ] |
| 2009年（平成21年） | 11月10日 | 33,112     | 16,949   | [ * 20 ] |
| 2010年（平成22年） | 11月09日 | 31,847     | 16,278   | [ * 21 ] |
| 2011年（平成23年） | 11月08日 | 32,333     | 16,478   | [ * 22 ] |
| 2012年（平成24年） | 11月13日 | 31,878     | 16,502   | [ * 23 ] |
| 2013年（平成25年） | 11月12日 | 32,849     | 16,732   | [ * 24 ] |
| 2014年（平成26年） | 11月11日 | 32,574     | 16,615   | [ * 25 ] |
| 2015年（平成27年） | 11月10日 | 32,885     | 17,027   | [ * 26 ] |
| 2016年（平成28年） | 11月08日 | 33,443     | 16,980   | [ * 27 ] |
| 2017年（平成29年） | 11月14日 | 33,626     | 17,103   | [ * 28 ] |
| 2018年（平成30年） | 11月13日 | 34,739     | 17,572   | [ * 29 ] |

## 車站週邊

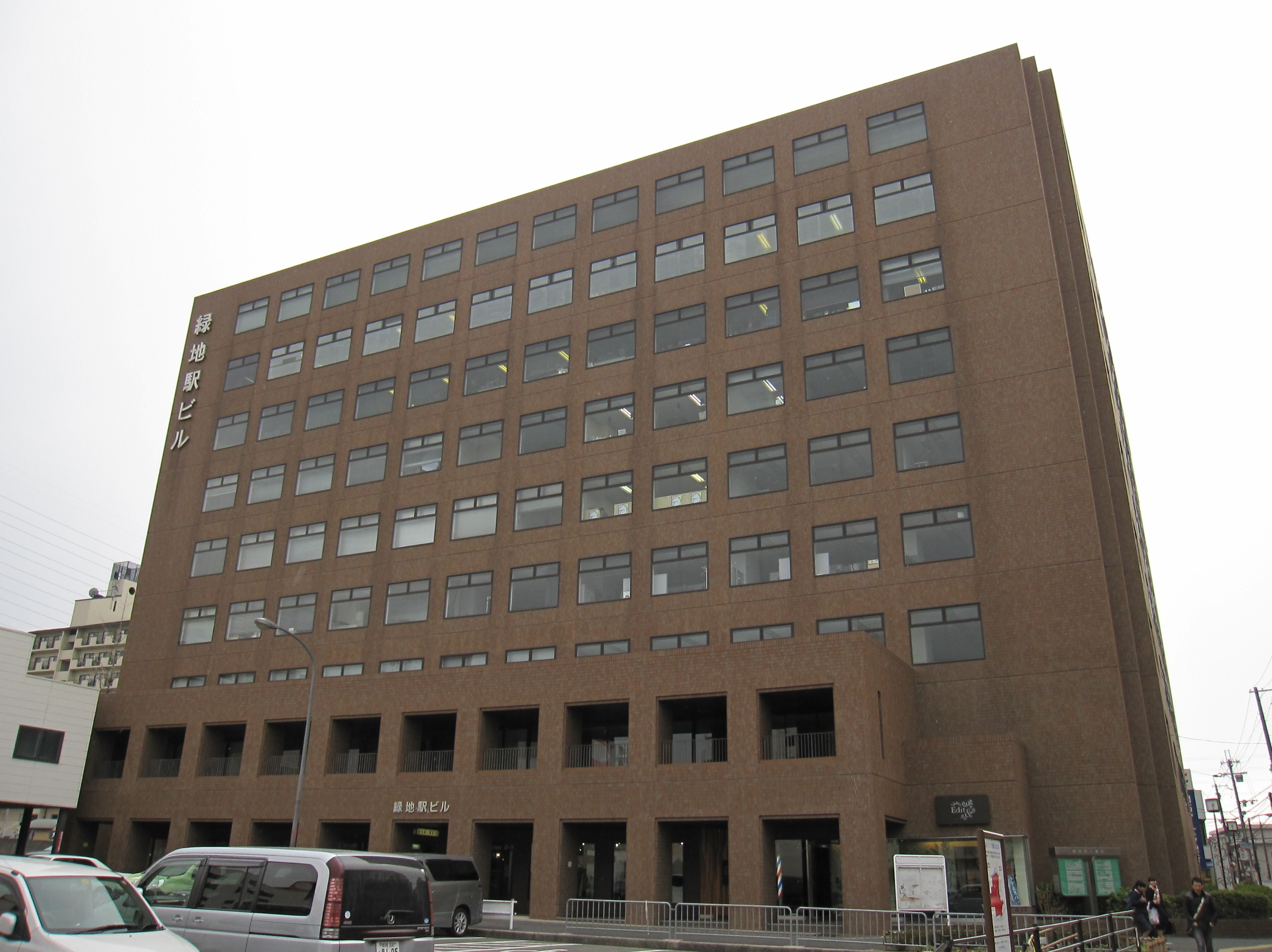
綠地車站大樓

- 綠地車站大樓
  - 北大阪急行電鐵公司
  - 豐中寺內郵局
- 服部綠地
  - 日本民家集落博物館
  - 服部綠地都市緑化植物園
  - 服部綠地野外音楽堂
- 豐中寺立寺内小學
- 駿台預備學校大阪校
- 駿台観光&外語専門學校
- 中央工學校OSAKA
- 寺内配水場
- 阪急綠洲
- 國道423号(新御堂筋）
- 天牛書店
- Bellfa 緑地公園店

## 巴士
阪急巴士
- 64（豐中醫院線）開往 柴原車站（市立豐中醫院線）（途經豐中・螢池）
- 64（豐中醫院線）開往 加島車站前 （途經豐南町南・三和町・大島町）
- 91（豐中醫院線）開往 豐中（途經熊野田小學前）

※ 64 平日行駛、91 假日行駛

## 相鄰車站
北大阪急行電鐵
□南北線 
桃山台（M09）－綠地公園（M10）－江坂（M11）

### 使用情況
私鐵1日平均使用人數
1. ↑  .   [2020-05-23]. （原始内容存档于2019-08-03）.

私鐵統計資料
1. ↑  大阪府統計年鑑 （页面存档备份，存于） - 大阪府
2. ↑  豊中市統計書 （页面存档备份，存于） - 豊中市

大阪府統計年鑑
1. ↑  大阪府統計年鑑（平成3年）PDF
2. ↑  大阪府統計年鑑（平成4年）PDF
3. ↑  大阪府統計年鑑（平成5年）PDF
4. ↑  大阪府統計年鑑（平成6年）PDF
5. ↑  大阪府統計年鑑（平成7年）PDF
6. ↑  大阪府統計年鑑（平成8年）PDF
7. ↑  大阪府統計年鑑（平成9年）PDF
8. ↑  大阪府統計年鑑（平成10年）PDF
9. ↑  大阪府統計年鑑（平成11年）PDF
10. ↑  大阪府統計年鑑（平成12年）PDF
11. ↑  大阪府統計年鑑（平成13年）PDF
12. ↑  大阪府統計年鑑（平成14年）PDF
13. ↑  大阪府統計年鑑（平成15年）PDF
14. ↑  大阪府統計年鑑（平成16年）PDF
15. ↑  大阪府統計年鑑（平成17年）PDF
16. ↑  大阪府統計年鑑（平成18年）PDF
17. ↑  大阪府統計年鑑（平成19年）PDF
18. ↑  大阪府統計年鑑（平成20年）PDF
19. ↑  大阪府統計年鑑（平成21年）PDF
20. ↑  大阪府統計年鑑（平成22年）PDF
21. ↑  大阪府統計年鑑（平成23年）PDF
22. ↑  大阪府統計年鑑（平成24年）PDF
23. ↑  大阪府統計年鑑（平成25年）PDF
24. ↑  大阪府統計年鑑（平成26年）PDF
25. ↑  大阪府統計年鑑（平成27年）PDF
26. ↑  大阪府統計年鑑（平成28年）PDF
27. ↑  大阪府統計年鑑（平成29年）PDF
28. ↑  大阪府統計年鑑（平成30年）PDF
29. ↑  大阪府統計年鑑（令和元年）PDF

## 外部連結
- 北大阪急行電鐵・綠地公園車站 （页面存档备份，存于）

34°46′32″N 135°29′44″E / 34.775567°N 135.495436°E